# Premi a l'Equip Més Entretingut
El Premi a l'Equip Més Entretingut del Torneig ha estat triat a través de votació popular. és el trofeu que es lliura, triat a través de votació popular, cada edició de la Copa del Món de futbol. S'entrega des de la Copa del Món 1994.
| Copa del Món      | Equip         |
| ----------------- | ------------- |
| Estats Units 1994 | Brasil        |
| França 1998       | França        |
| Corea-Japó 2002   | Corea del Sud |
| Alemanya 2006     | Portugal      |
| Sud-àfrica 2010   | No atorgat    |